# NGC 5286
Az NGC 5286 (más néven Caldwell 84) egy gömbhalmaz a Centaurus (Kentaur) csillagképben.

## Felfedezése
A gömbhalmazt James Dunlop fedezte fel 1826. április 29-én.